# Liste des abbés de La Chaise-Dieu
Liste des abbés de La Chaise-Dieu.

## Abbés élus
- 1043 - 1067 : Robert de Turlande
- 1067 - 1078 : Durand, devenu ensuite évêque de Clermont, décédé en 1095
- 1078 - 1078 : Saint Aleaume (ou Adelhem), fondateur d'une abbaye à Burgos, décédé vers 1097.
- 1078 - 1094 : Seguin
- 1094 - 1102 : Pons, devenu ensuite évêque du Puy-en-Velay
- 1102 - 1111 : Aymeric, devenu ensuite évêque de Clermont
- 1111 - 1146 : Étienne de Mercuel
- 1146 - 1157 : Jourdain de Montboissier (°v.1104-†.v.1157), frère de Pierre le Vénérable
- 1157 - 1168 : Ponce II
- 1168 - 1175 : Guillaume de Torrent
- 1175 - 1181 : Bertrand Isarin
- 1181 - 1186 : Lantelme, devenu ensuite évêque de Valence
- 1186 - 1190 : Dalmas
- 1190 - 1194 : Étienne de Brezons
- 1194 - 1199 : Bernard de Valon
- 1199 - 1203 : Hugues d'Anglars
- 1203 - 1227 : Armand de Brezons
- 1227 - 1235 : Gérard de Montclard
- 1235 - 1243 : Guillaume de Boissonnelle
- 1243 - 1258 : Bertrand de Pauliac
- 1258 - 1282 : Albert de la Molète
- 1282 - 1294 : Eblo de Montclar
- 1294 - 1306 : Aymonius de Lacula
- 1306 - 1318 : Hugues d'Arc[1]
- 1318 - 1342 : Jean de Chandorat, devenu ensuite évêque du Puy-en-Velay, décédé en 1356
- 1342 - 1346 : Rigald (ou Renaud) de Montclar
- 1346 - 1347 : Pierre d'Aigrefeuille, devenu ensuite évêque de Clermont[2]
- 1347 - 1350 : Étienne Malet, devenu ensuite évêque d'Elne, puis de Tortosa
- 1350 - 1361 : Étienne d'Aigrefeuille
- 1361 - 1366 : Guillaume Gautier, devenu ensuite abbé de Saint-Médard de Soissons, décédé en 1371.
- 1366 - 1377 : Guillaume de l'Orme
- 1377 - 1420 : André Ayraud,
- 1420 - 1465 : Hugues de Chauvigny, résigna en faveur de son neveu, décédé en 1478
- 1465 - 1491 : Renaud de Chauvigny de Blot, son neveu
- 1491 - 1518 : Jacques de Saint-Nectaire

## Abbés commendataires
- 1519 - 1519 : Adrien Gouffier de Boissy, précédemment évêque de Coutances
- 1519 - 1562 : François de Tournon
- 1562 - 1586 : Henri d'Angoulême
- 1586 - 1597 : Charles d'Orléans, résigna l'abbaye
- 1597 - 1608 : Nicolas de Neufville, fils illégitime du secrétaire d'État Nicolas IV de Neufville de Villeroy
- 1608 - 1629 : Louis de Valois-Angoulême, fils de Charles d'Orléans
- 1629 - 1642 : Armand Jean du Plessis de Richelieu
- 1642 - 1653 : Alphonse-Louis du Plessis de Richelieu
- 1653 - 1661 : Jules Mazarin
- 1661 - 1672 : François Marie Mancini, neveu du précédent
- 1672 - 1687 : Hyacinthe Serroni
- 1687 - 1698 : Henri Achille de La Rochefoucauld, fils de François de La Rochefoucauld
- 1698 - 1708 : Henri de La Rochefoucauld, oncle du précédent
- 1708 - 1712 : François Louis de Lorraine d'Armagnac
- 1712 - 1749 : Armand Gaston de Rohan
- 1749 - 1756 : Armand de Rohan-Soubise, petit-neveu du précédent
- 1756 - 1790 : Louis René Édouard de Rohan, dernier abbé de La Chaise-Dieu